# Sabrina Germanier
Sabrina Soledad Germanier (Colón (Entre Ríos), 7 de junio de 1999) es una jugadora argentina de voleibol que se desempeña como armadora. Tras sus inicios en el club La Armonía de Colón, debutó en la Liga Argentina con el club Social y Deportivo San José. En 2016 fue transferida a Club Atlético Boca Juniors, donde lograría múltiples títulos regionales y nacionales para más tarde emigrar al voley francés. Desde el año 2021 integra la selección femenina de voleibol de Argentina, habiendo sido parte del plantel que disputó los juegos olímpicos de Tokio 2020 y el mundial de voleibol femenino de 2022.

## Trayectoria
- Club La Armonía (Entre Ríos)
- Social y Deportivo San José (Entre Ríos)
- Club Atlético Boca Juniors
- SRD Saint-Dié-des-Vosges
- Volley Club Harnésien

## Vida personal
A la par de su actividad deportiva, cursó la Licenciatura en Actividad Física y Deporte en la Universidad Nacional de Avellaneda, lo que le permitió formar parte del plantel que representó a Argentina en los Juegos Universitarios de 2019 realizados en Nápoles, Italia.

## Palmarés

### Equipos
| Título                                         | Equipo                     | País      | Año  |
| ---------------------------------------------- | -------------------------- | --------- | ---- |
| Torneo Oficial División de Honor Metropolitana | Club Atlético Boca Juniors | Argentina | 2017 |
| Torneo Oficial División de Honor Metropolitana | Club Atlético Boca Juniors | Argentina | 2018 |
| Superliga Metropolitana                        | Club Atlético Boca Juniors | Argentina | 2017 |
| Copa Metropolitana                             | Club Atlético Boca Juniors | Argentina | 2018 |
| Copa Metropolitana                             | Club Atlético Boca Juniors | Argentina | 2019 |
| Liga Argentina                                 | Club Atlético Boca Juniors | Argentina | 2018 |
| Liga Argentina                                 | Club Atlético Boca Juniors | Argentina | 2019 |

### Selección
- Medalla de Oro - Copa Panamericana de Voleibol Femenino Sub-18 de 2015
- Medalla de Plata - Copa Panamericana de Voleibol Femenino Sub-20 de 2015
- Campeonato Mundial de Voleibol Femenino Sub-18 de 2015 - 10° puesto[11]